# 陶里爾特伊吉勒

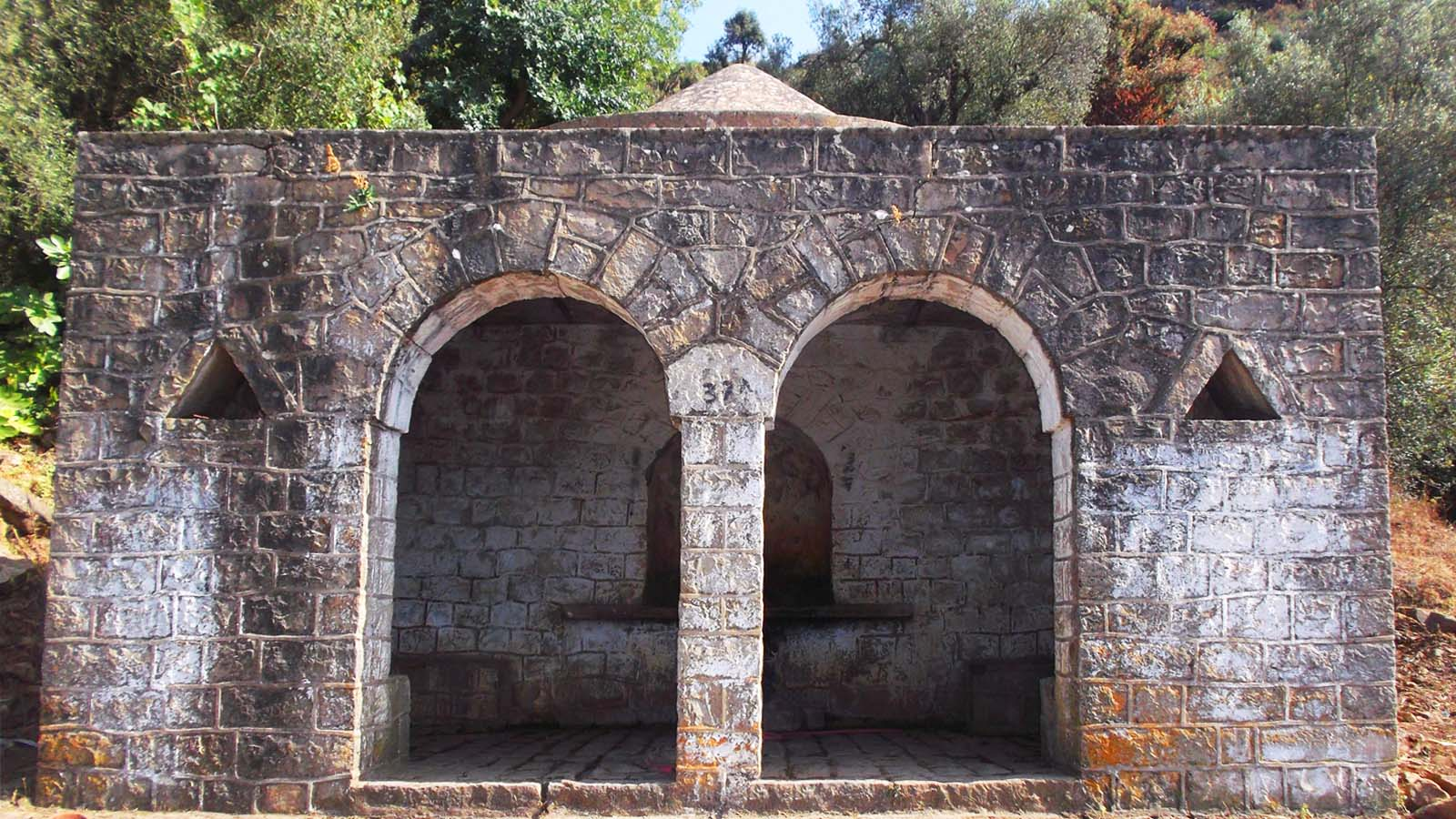
陶里爾特伊吉勒

36°42′N 4°42′E / 36.700°N 4.700°E
陶里爾特伊吉勒（阿拉伯语：‎），是阿爾及利亞的城鎮，位於該國北部貝賈亞省，由阿代卡爾區負責管轄，面積71平方公里，2008年人口6,653，人口密度每平方公里93人。